# 애커 빌크
애커 빌크(영어: Acker Bilk, MBE, 1929년 1월 28일 ~ 2014년 11월 2일)는 영국의 클라리넷 연주자이자 작곡가이다.
서머싯주 펜즈퍼드(Pensford)에서 태어났다. 아버지는 감리교의 목사이며, 어머니는 교회의 오르간 연주자였다. 일찍부터 클라리넷을 배워 1958년에 '파라마운트 재즈 밴드(Paramount Jazz Band)'를 결성했다. 1960년에는 《하얀 물결의 블루스》가 인기를 얻었다. 나중에는 무드 음악에서도 많은 활약을 보였다.
특히 1961년 발매한 싱글 〈Stranger on the Shore〉가 영화 《웨스트 사이드 스토리》 사운드트랙에 실리면서 큰 인기를 끌어, 1962년 빌보드 연말 결산 싱글 1위에 올랐다.

## 서훈
- 2001년 대영 제국 훈장 5등급(MBE) 수훈[1]

## 같이 보기
- 장고 라인하르트

## 참고 문헌